# 訃報 2012年5月
訃報 2012年5月（ふほう 2012ねん5がつ）では、2012年5月に物故した、又は物故が報じられた人物についてまとめる。

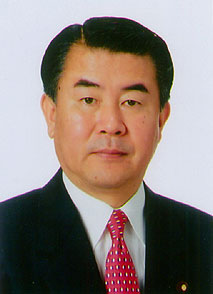
河合正智／5月1日没

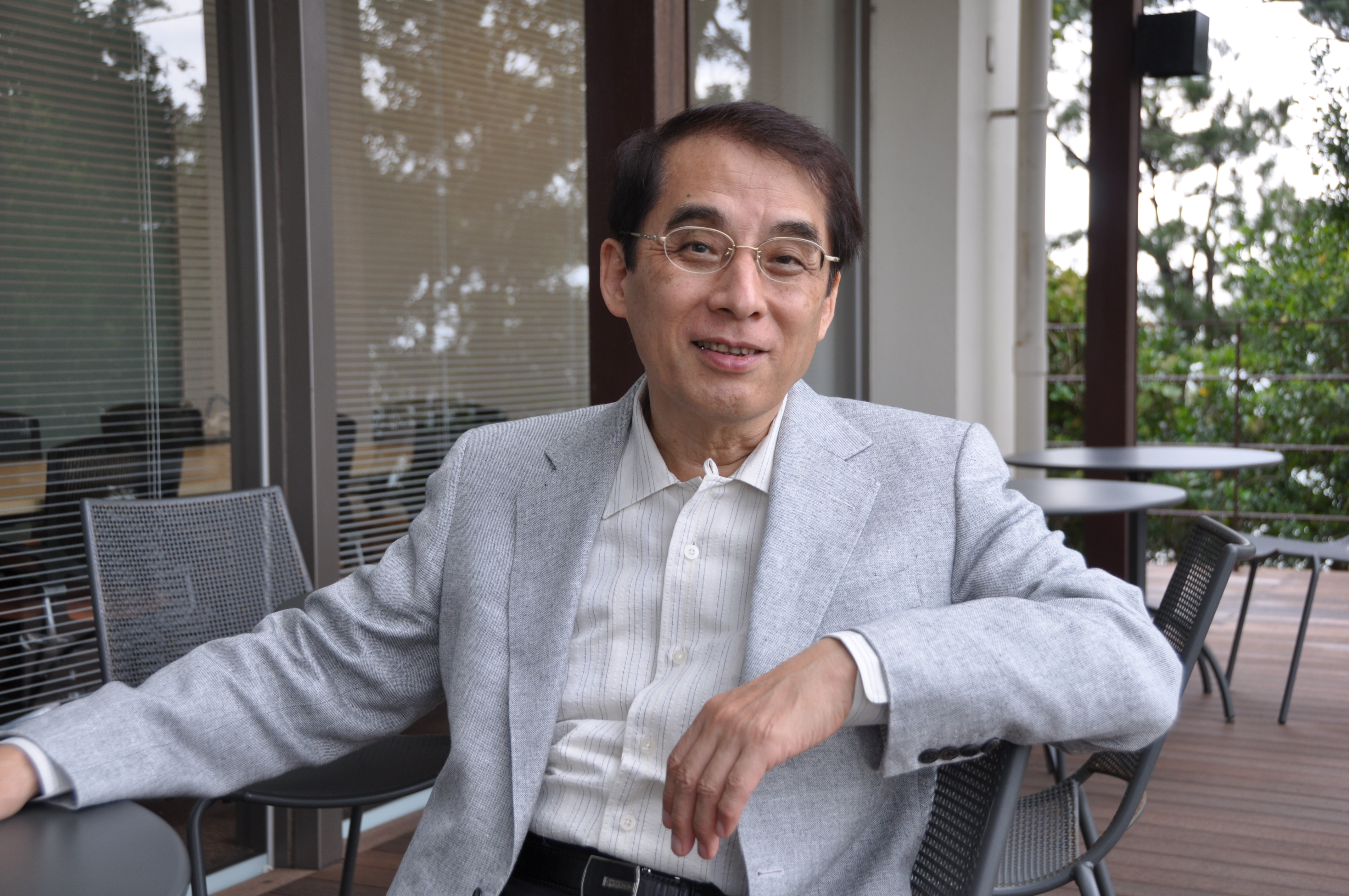
外村彰／5月2日没

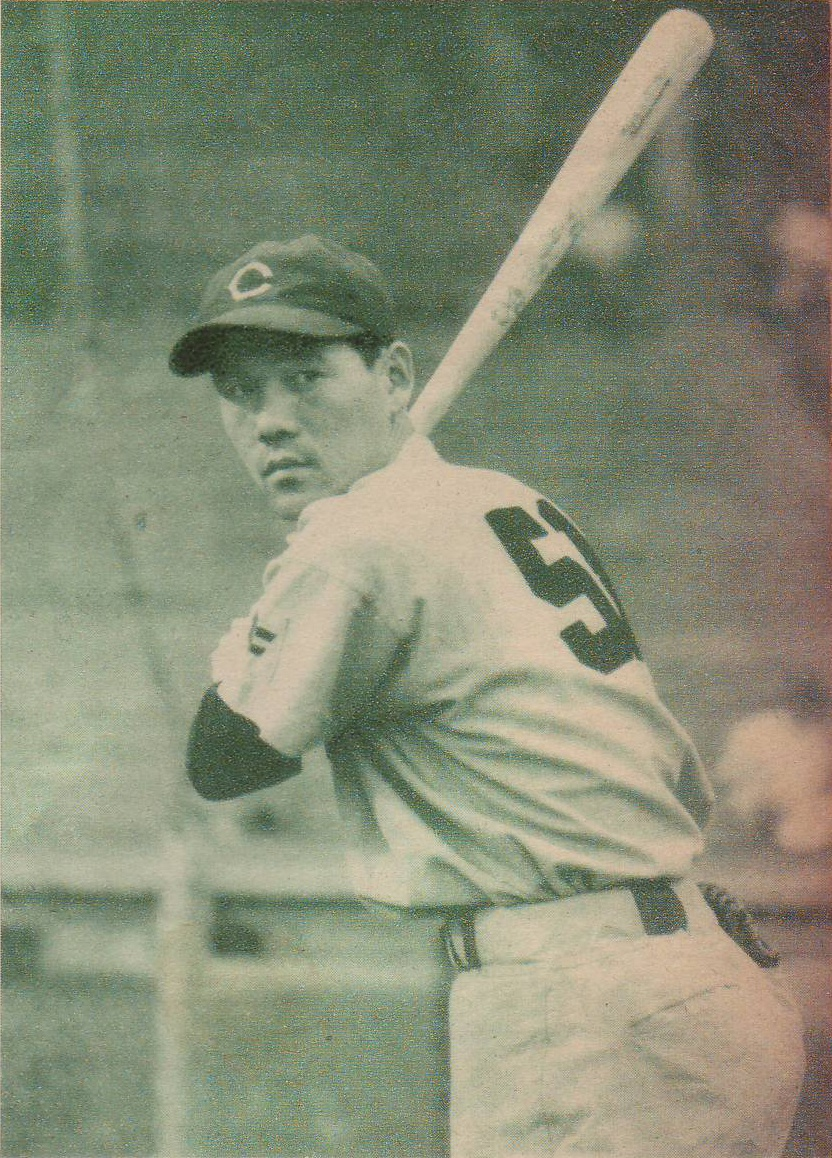
井上登／5月5日没

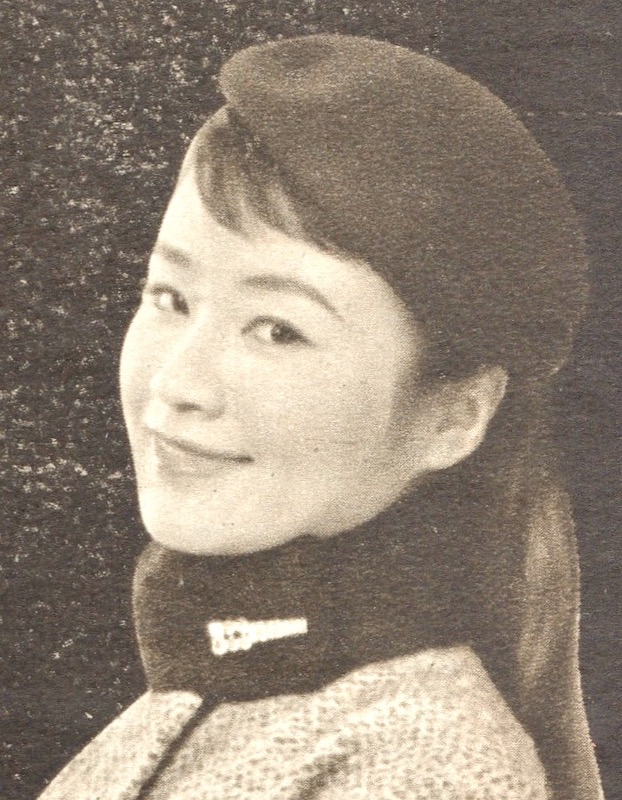
中原早苗／5月15日没

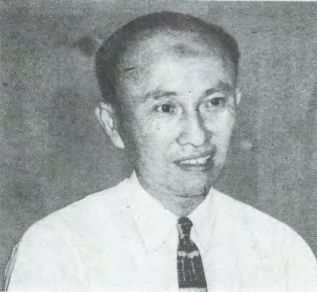
邱永漢／5月16日没

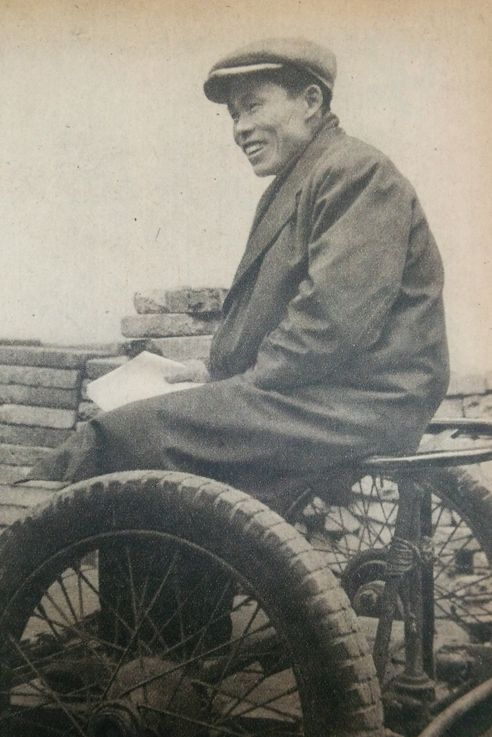
新藤兼人／5月29日没

## 1日 - 15日
- 5月1日 - 河合正智、日本の政治家、元衆議院議員、元岐阜県議会議員（* 1944年）[1]
- 5月2日 - 七尾英直、日本の政治家、元秋田県二ツ井町長（* 1926年?）[2]
- 5月2日 - 太田清柳、日本の書家、毎日書道展参与会員（* 1927年?）[3]
- 5月2日 - 長良じゅん、日本の芸能プロモーター、長良プロダクション会長（* 1938年）[4]
- 5月2日 - 外村彰、日本の物理学者（* 1942年）[5]
- 5月2日 - ジュニア・セアウ、アメリカ合衆国のアメリカンフットボール選手（* 1969年）[6]
- 5月3日 - 横尾茂、日本の洋画家（* 1933年?）[7]
- 5月3日 - 竹内宏介、日本のスポーツジャーナリスト、プロレス評論家、週刊ゴング編集長（* 1947年）[8]
- 5月4日 - 岩澤信夫、日本の農業技術者（* 1932年）[9]
- 5月4日 - 篠原啓一郎、日本の政治家、元佐賀県有田町長（* 1934年?）[10]
- 5月4日 - 梅田芳穂、日本の社会運動家（* 1949年）[11]
- 5月4日 - ラシディ・イエキニ、ナイジェリアの元サッカー選手、元同国代表選手（* 1963年）[12]
- 5月4日 - アダム・ヤウク、アメリカ合衆国の歌手、ビースティ・ボーイズのベース、ボーカル（* 1964年）[13]
- 5月5日 - 成田幸男、日本の政治家、元青森県木造町町長、元青森県議会議員（* 1919年?）[14]
- 5月5日 - 山中高吉、日本の政治家、元京都府議会議員（* 1926年?）[15]
- 5月5日 - 井上登、日本の元プロ野球選手【中日ドラゴンズ・南海ホークス】所属、野球解説者（* 1934年）[16]
- 5月5日 - 神田隆夫、日本の実業家、カブトデコム社長（* 1944年?）[17]
- 5月6日 - 梶木隆一、日本の英語学者、東京外国語大学名誉教授（* 1910年）[18]
- 5月6日 - ジャン・ラプランシュ、フランスの精神科医師、作家（* 1924年）[19]
- 5月6日 - 宮下啓三、日本のドイツ文学者、慶應義塾大学名誉教授（* 1936年）[20]
- 5月6日 - ジェイムス・アイザック（英語版）、アメリカ合衆国の映画監督（* 1960年）[21]
- 5月6日 - マルセロ・ポンテス・ロペス、ブラジルのサッカー指導者、フィジカルトレーナー（* 1966年）[22]
- 5月6日 - ゲオルギー・ロザノフ、ブルガリアの医学博士、サジェストロジーの創始者、サジェストペディアの開発者（* 1926年）[23]
- 5月7日 - 生田正輝、日本の法学者、慶應義塾大学名誉教授（* 1923年）[24]
- 5月7日 - 赤松蕙子、日本の俳人（* 1931年）[25]
- 5月7日 - 長崎紀昭、日本の演出家（* 1940年）[26]
- 5月7日 - 早瀬公忠、日本の元陸上競技選手【1960年ローマオリンピック、1964年東京オリンピック短距離代表】（* 1940年?）[27]
- 5月7日 - デニス・フィッチ（英語版）、アメリカ合衆国の元パイロット（* 1942年）[28]
- 5月7日 - 花家圭太郎、日本の小説家、フリーライター（* 1946年）[29]
- 5月7日 - 森田耕一郎、日本の天文学者、国立天文台教授（* 1953年）[30]
- 5月8日 - 大谷洌子、日本の声楽家、ソプラノ歌手（* 1919年）[31]
- 5月8日 - 佐野實、日本の実業家、ニプロ創業者・社長（* 1926年）[32]
- 5月8日 - 森義博、日本の政治家、元京都府亀岡市議会議長（* 1928年?）[33]
- 5月8日 - モーリス・センダック、アメリカ合衆国の絵本作家（* 1928年）[34]
- 5月8日 - 伊藤準一、日本の銀行家、第三銀行頭取（* 1948年）[35]
- 5月9日 - ニコラス・カッツェンバック、アメリカ合衆国の弁護士、政治家、第65代司法長官（* 1922年）[36]
- 5月9日 - 新倉イワオ、日本の放送作家、日本心霊科学協会理事（* 1924年）[37]
- 5月9日 - ヴィダル・サスーン、イギリス生まれのヘアドレッサー、実業家（* 1928年）[38]
- 5月9日 - 川崎龍性、日本の僧侶【真言宗智山派】、六波羅蜜寺前山主（* 1929年）[39]
- 5月9日 - 碓井静照、日本の医師【広島県医師会会長】、著作家（* 1937年）[40]
- 5月9日 - 永竹由幸、日本のオペラ研究家、評論家（* 1938年）[41]
- 5月10日 - 下村梅子、日本の俳人（* 1912年）[42]
- 5月10日 - 加藤美代三、日本の画家（日本画）（* 1912年）[43]
- 5月10日 - 渡辺安友、日本の画家（日本画）（* 1916年?）[44]
- 5月10日 - キャロル・シェルビー、アメリカ合衆国の元レーシングドライバー、レーシングカーデザイナー（* 1923年）[45]
- 5月10日 - 木村碩志、日本の企業家、アース製薬元常務、ごきぶりホイホイの開発者（* 1929年?）[46]
- 5月10日 - 中本幸一、日本の政治家、元奈良県生駒市長（* 1936年?）[47]
- 5月10日 - エディ・パーキンス、アメリカ合衆国の元プロボクサー、元世界ジュニアウェルター級チャンピオン（* 1937年）[48]
- 5月11日 - アンセルモ・マタイス（英語: Anselmo Mataix）、スペイン出身の神学者、上智大学名誉教授（* 1928年）[49]
- 5月13日 - 陳昌鉉、日本国出身の大韓民国人バイオリン製作者（* 1929年）[50]
- 5月13日 - ドナルド・ダック・ダン、アメリカ合衆国のベーシスト（* 1941年）[51]
- 5月14日 - 叶澄石、日本の書家、毎日書道展漢字部審査会員（* 1929年?）[52]
- 5月14日 - 吉村達也、日本の推理作家（* 1952年）[53]
- 5月15日 - 樫尾俊雄、日本の実業家、逓信官僚、技術者、カシオ計算機名誉会長（* 1925年）[54]
- 5月15日 - カルロス・フエンテス、メキシコの小説家、批評家（* 1928年）[55]
- 5月15日 - 中原早苗、日本の女優（* 1935年）[56]

## 16日 - 31日
- 5月16日 - 邱永漢、日本及び台湾の実業家、作家（* 1924年）[57]
- 5月16日 - 白石浩一、日本の哲学者、昭和女子大学名誉教授（* 1924年）[58]
- 5月16日 - 加藤郁乎、日本の詩人、俳人、俳諧評論家（* 1929年）[59]
- 5月16日 - チャック・ブラウン（英語版）、アメリカのミュージシャン（* 1936年）[60]
- 5月16日 - サッド・ティロットソン、アメリカ合衆国の元プロ野球選手【ニューヨーク・ヤンキース・南海ホークス】所属（* 1940年）[61]
- 5月16日 - 小林すすむ、日本の俳優、タレント、ヒップアップのメンバー（* 1954年）[62]
- 5月17日 - 森川信幸、日本のサクソフォーン奏者（* 1932年）[63]
- 5月17日 - 野間友一、日本の政治家、元日本共産党衆議院議員（* 1932年）[64]
- 5月17日 - ワルダ・アルジャザイリア（英語版）、アルジェリアのアラブ演歌歌手（* 1939年）[65]
- 5月17日 - ドナ・サマー、アメリカ合衆国のポップミュージック歌手（* 1948年）[66]
- 5月18日 - ディートリヒ・フィッシャー＝ディースカウ、ドイツのバリトン歌手、指揮者（* 1925年）[67]
- 5月18日 - 藤本香艸、日本の書道家、毎日書道会参与会員（* 1925年?）[68]
- 5月18日 - 稲嶺盛保、日本の実業家、ジミー創業者（* 1930年?）[69]
- 5月18日 - 飯田正人、日本のプロ雀士、最高位戦日本プロ麻雀協会名誉顧問（* 1949年）[70]
- 5月19日 - 杉山平一、日本の詩人、映画評論家（* 1914年）[71]
- 5月19日 - ボブ・ブーザー、アメリカ合衆国の元バスケットボール選手（* 1937年）[72]
- 5月19日 - 戸田康一、日本の画家（日本画）（* 1940年?）[73]
- 5月20日 - ユージン・ポーリー（英語版）、アメリカ合衆国の技術者（* 1915年）[74]
- 5月20日 - ロビン・ギブ、イギリス出身のシンガーソングライター、ビージーズのメンバー（* 1949年）[75]
- 5月21日 - 大森昭、日本の政治家、元日本社会党参議院議員（* 1927年）[76]
- 5月21日 - 荒井久弥、日本の実業家、元BSN副社長（* 1931年?）[77]
- 5月21日 - 森谷俊之（ニセ大仁田）、日本のプロレスラー（* 1960年）[78]
- 5月22日 - 吉田秀和、日本の音楽評論家、随筆家（* 1913年）[79]
- 5月22日 - 髙木貞男、日本の実業家、森永製菓元会長（* 1920年）[80]
- 5月22日 - 木津川昭夫、日本の詩人（* 1929年）[81]）
- 5月22日 - 御法川靖子、日本のスタイリスト、みのもんた夫人（* 1946年）[82]
- 5月23日 - 赤沢英二、日本の学者、東京学芸大学名誉教授（* 1929年）[83]
- 5月23日 - 沖山光利、日本の元プロ野球選手【大洋ホエールズ所属】、野球指導者（* 1933年）[84]
- 5月24日 - 畑中良輔、日本のバリトン歌手、合唱指揮者、音楽評論家、作曲家（* 1922年）[85]
- 5月24日 - 西丸震哉、日本の食生態学者、エッセイスト、探検家、登山家（* 1923年）[86]
- 5月24日 - 中山沃、日本の医学者、生理学者、岡山大学名誉教授（* 1925年）[87]
- 5月24日（遺体発見日） - 鈴木義之、日本のエレキギタリスト、寺内タケシとバニーズのベーシスト（* 1946年）[88]
- 5月25日 - エドアルド・マンジャロッティ（イタリア語版）、イタリアの元フェンシング選手、指導者（* 1919年）[89]
- 5月25日 - 川村龍一、日本のラジオパーソナリティ（* 1943年）[90]
- 5月25日 - 怡土康男、日本の政治家、福岡県うきは市長（* 1945年）[91]
- 5月26日 - 宮澤弘、日本の政治家、元参議院議員、第61代法務大臣、民選第4代広島県知事（* 1921年）[92]
- 5月26日 - ハンス・シュミット、カナダ出身のプロレスラー（* 1925年）[93]
- 5月26日 - 久保田昭子、日本の書道家、毎日書道展参与会員（* 1927年?）[94]
- 5月26日 - アルテュル・デカボーテル、ベルギーのサイクルロードレーサー（* 1936年）[95]
- 5月26日 - 松尾道彦、日本の運輸官僚（運輸省元事務次官）、日本鉄道建設公団元総裁（* 1936年）[96]
- 5月26日 - ウラジーミル・プシュコフ（英語: Vladimir Pushkov）、ロシア連邦の外交官、在新潟総領事（* 1956年）[97]
- 5月27日 - 大橋喜一、日本の劇作家（* 1917年）[98]
- 5月27日 - フリードリッヒ・ヒルツェブルフ、ドイツの数学者、ウルフ賞・関孝和賞受賞者、勲二等瑞宝章受章者（* 1927年）[99]
- 5月27日 - 飯森嘉助、日本の学者、拓大名誉教授（* 1937年）[100]
- 5月27日（遺体発見日） - ジョニー・タピア、アメリカ合衆国のプロボクサー（* 1967年）[101]
- 5月28日 - 浅見国一、日本の元競馬騎手、調教師【日本中央競馬会所属】、馬主（* 1921年）[102]
- 5月29日 - 新藤兼人、日本の映画監督、脚本家（* 1912年）[103]
- 5月29日 - ドク・ワトソン、アメリカ合衆国のギタリスト（* 1923年）[104]
- 5月29日 - 藤田正蔵、日本の実業家、元テレビせとうち社長（* 1928年?）[105]
- 5月30日 - 織田廣喜、日本の画家（* 1914年）[106]
- 5月30日 - アンドリュー・フィールディング・ハクスリー、イギリスの生理学者、生物物理学者、1963年度ノーベル生理学・医学賞受賞者（* 1917年）[107]
- 5月30日 - ジャック・トゥィマン、アメリカ合衆国の元プロバスケットボール選手、1983年バスケットボール殿堂入り（* 1934年）[108]
- 5月30日 - 尾崎紀世彦、日本の歌手（* 1943年）[109][110][111]
- 5月31日 - パウル・ピーチュ（英語版）、ドイツの元レーシングドライバー（* 1911年）[112]
- 5月31日 - 周汝昌、中国の文学研究者・詩人（* 1918年）[113]